# 朱雀操

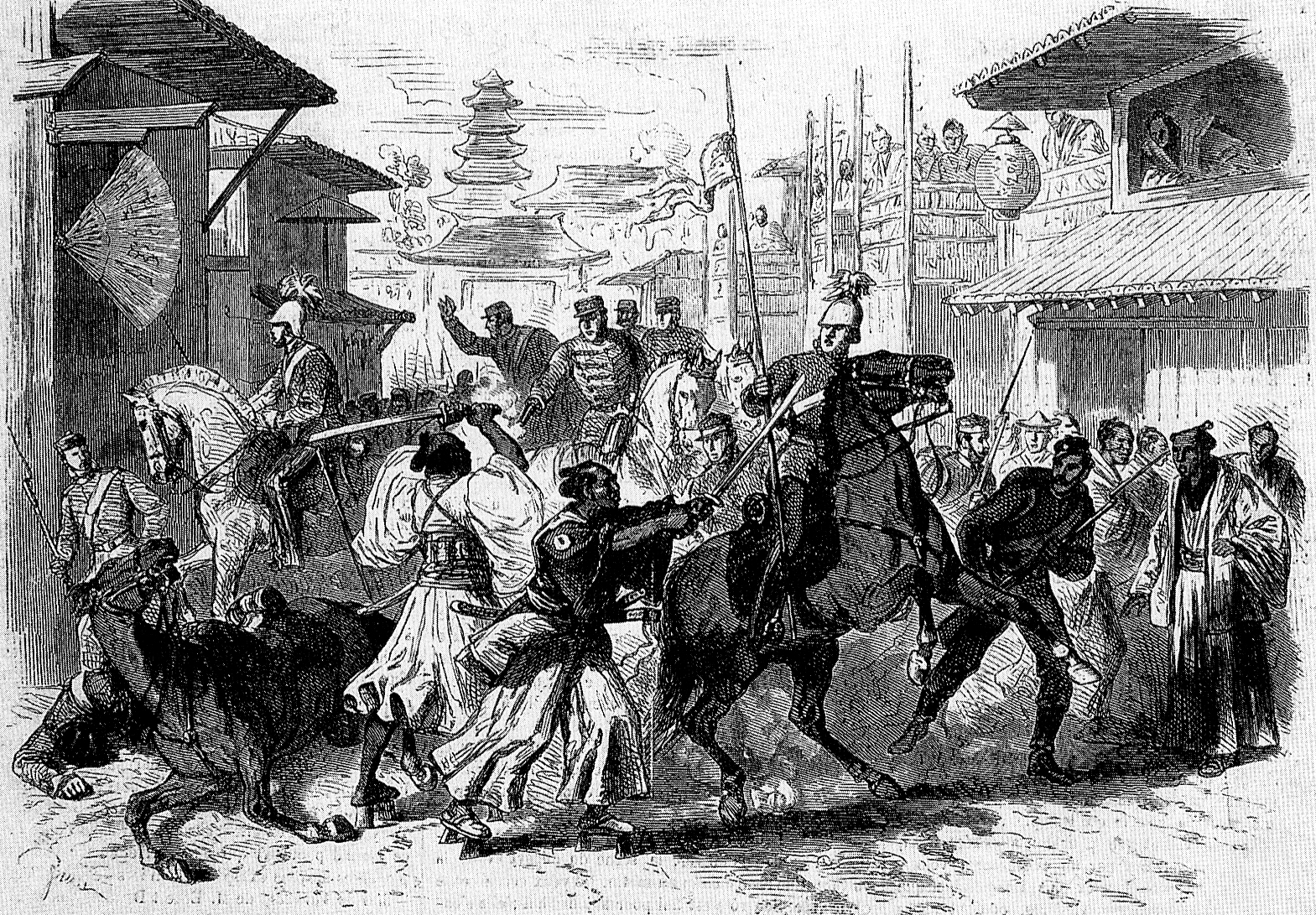
パークスを襲撃する朱雀と三枝。フランスの絵入り新聞"ル・モンド・イリュストレ"より

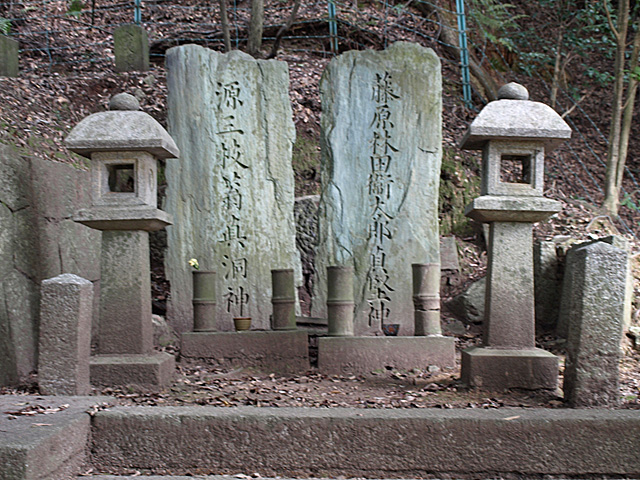
霊山墓地内の朱雀の墓（左は三枝蓊の墓）

朱雀 操（すざく みさお、生年不詳 - 慶応4年2月30日（1868年3月23日））は、幕末日本の勤王志士。鷲尾隆聚の高野山挙兵に参加後、慶応4年（1868年）にイギリス公使ハリー・パークス一行を襲撃したが、失敗。現場で討ち取られた。本名は林田衛太郎貞堅（はやしだ えいたろう さだかた）。

## 来歴
京都洛西桂村出身。元小堀家家来というが、村医者の息子で士分ではなかったという説もある。慶応3年（1867年）12月、鷲尾隆聚、田中顕助らの高野山挙兵(高野山義軍)に参加。その後、義軍は京都に入り解散し、朝廷御親兵となった。
大政奉還〜王政復古後、新政府が攘夷を捨て外国との交際を行う事が明らかになると、新政府に失望し、同志と共に独自に攘夷の断行を画策する。
慶応4年（1868年）2月30日、イギリス公使ハリー・パークスが明治天皇に謁見するため宿所の知恩院から御所に向う途上、朱雀は同志三枝蓊と2人でパークス一行に斬り込んだ。朱雀らはイギリス兵9人に負傷を負わせるが、一行の警備は厳重であり、朱雀はパークスに同行していた護衛の薩摩藩出身の中井弘と斬り合いになり、中井に胸部を刺され、駆けつけた土佐藩参政後藤象二郎に斬られて倒れたところを中井に首を刎ねられ、三枝も重傷を負ったところを警備兵に捕縛され襲撃は失敗に終わる。享年不詳。
朱雀の首は、後日斬首された三枝の首と共に粟田口刑場に3日間晒され、その首の写真が残されている。また、襲撃の時に使った刀が京都市東山区の霊明神社に伝わっていることが平成28年（2016年）7月に判明した。
新政府は朱雀らの身分を武士から平民に落し、罪人として処刑されたように記録した。このため、尊王攘夷の志士としての経歴を持ちながらも殉国の志士を記した殉難録稿には掲載されず、靖国神社にも祀られていない。墓所は京都市東山区霊山墓地。

## 親族
刑部省京都留守小監察となった喜多寛三郎千穎は従弟

## 関連作品
- 司馬遼太郎『最後の攘夷志士』（短編集「幕末」収録）